# Кинофантастика 1930—1940-х годов

## Фильмы о чудовищах
Появление звука вызвало в кинематографе радикальные изменения, которые привели к быстрой смене лидеров, поколений и приоритетов. В кинофантастике новые веяния не просто сменили приоритеты, но и создали возможность выхода этого направления практически на первый план зрительского интереса — правда, не сразу.
С появлением звука мюзикл стал на некоторое время чуть ли не главным направлением в кино, но первая же попытка поставить музыкальную комедию на фантастическом материале оказалась и последней. Сатирическая комедия «Только представьте» (англ. Just Imagine, 1930), поставленная Дэвидом Батлером, рассказывала о человеке, который был убит ударом молнии в 1930 году и оживлён в 1980-м. В фильме был показан Нью-Йорк будущего, где автомобили заменены самолётами, люди носят имена из буквенно-цифровых сочетаний и питаются пилюлями, семейные пары составляются не по любви, а путём подбора партнёров, чей союз наиболее соответствует интересам государства, вычислительной машиной. Дорогой в постановке фильм в прокате безнадёжно провалился, чем на два десятилетия обрёк научно-фантастические фильмы в Голливуде на безбюджетные и малобюджетные постановки.
Однако почти сразу же вперёд вырвалось другое направление кинофантастики — фильмы ужасов, или, точнее, фильмы о чудовищах.
Первым успешным проектом такого рода стал «Дракула» (Dracula, 1931) — крупнобюджетная экранизация сценической версии одноимённого романа Брэма Стокера. Фильм был поставлен Тодом Браунингом и сделал из исполнителя титульной роли Белы Лугоши первую звезду звуковых фильмов ужасов. Его исполнение роли Дракулы стало хрестоматийным — образ аристократического «светского» вампира в тяжёлом плаще и с «экзотическим» европейским произношением впоследствии был неоднократно использован в кино как самим Лугоши, так и его последователями разной степени талантливости, и дожил до наших дней — правда, в основном, в пародиях и анимационных фильмах.
Несмотря на то, что постановка фильма и актёрская игра были во многих отношениях архаичны даже для того времени, фильм пользовался грандиозным успехом у зрителей всё первое десятилетие после выхода, выдержав несколько повторных релизов. Его успех не только позволил сделать впоследствии несколько тематических продолжений — «Дочь Дракулы» (1936), «Сын Дракулы» (1943) и другие, — но и открыл дорогу целой волне фантастических фильмов, которые зачастую превосходили «Дракулу» по художественному уровню постановки и актёрской игры.
Первым фильмом, который поддержал тему, стал «Франкенштейн» (Frankenstein, 1931), поставленный Джеймсом Уэйлом, театральным режиссёром, который был незадолго до этого приглашён в Голливуд из Великобритании. «Франкенштейн» получился куда более многоплановым и проблемным, чем «Дракула», а снятое через четыре года Уэйлом продолжение «Невеста Франкенштейна» (Bride of Frankenstein, 1935) получилось ещё более значительным с художественной точки зрения; два эти фильма добавили к сюжету и гностической символике, предложенным Мэри Шелли в романе «Франкенштейн, или Современный Прометей», несколько принципиально новых мотивов, которые быстро прижились в массовом сознании и впоследствии проявлялись даже в экранизациях романа, претендовавших на максимальную близость к литературному первоисточнику.
Главной звездой этих двух фильмов стал Борис Карлофф, исполнивший роль Создания. Его выразительная игра в классическом гриме, разработанном Джеком Пирсом, создала один из самых узнаваемых образов массовой культуры XX века.
Карлофф стал ключевым актёром и в следующем фильме «Мумия» (The Mummy, 1932), в который вернулись многие актёры, снимавшиеся в «Дракуле», а поставил оператор «Дракулы» Карл Фройнд. Фильм эксплуатировал популярность интерес публики к находке знаменитой гробницы Тутанхамона. Многие сюжетные повороты близко копировали ситуации «Дракулы», однако положенная в основу фильма легенда содержала оригинальный поворот: это была история тысячелетней любви, которая пытается преодолеть смерть, но использует для этого пути запредельные и недопустимые. Снятый в 1940-х годах цикл продолжений «Мумии» эту тему или приглушил, или опустил совершенно, однако впоследствии совершенно аналогичная легенда часто использовалась в других сюжетах — например, в «Дракуле» Фрэнсиса Форда Копполы.
Следующей классической экранизацией студии Universal стал «Человек-невидимка» (The Invisible Man, 1933) Джеймса Уэйла, поставленный по знаменитой фантастической повести Гербета Уэллса. Фильм был снят чрезвычайно близко к литературному первоисточнику, что не помешало смещению акцентов от научно-фантастической драмы к фильму ужасов. В отличие от предыдущих фильмов серии, сюжет требовал по-настоящему сложных спецэффектов, которые были реализованы с великолепной изобретательностью и на высочайшем доступном для того времени уровне. Особенностью постановки было также то, что главный герой в течение всего фильма был лишён возможности «работать лицом» — оно было или наглухо замотано бинтами, или невидимо. Это дало возможность пригласить на титульную роль не звезду, а малоизвестного тогда Клода Рейнса, который, не имея возможности играть мимикой, сумел создать сильный и запоминающийся образ, используя только голос и пластику движений.
Тему фильмов ужасов не обошли вниманием и конкуренты студии Universal — уже в 1931 году на экраны вышел фильм Рубена Мамуляна «Доктор Джекилл и мистер Хайд» (Dr. Jekyll and Mr. Hyde), самая известная из экранизаций одноимённой повести Р. Л. Стивенсона. Смелость этой постановки беспрецедентна для американского коммерческого кинематографа начала 1930-х годов — никакой другой крупный фильм того времени не рискнул столь же открыто посягнуть на тему викторианской сексуальной зажатости. Хотя ряд особенно рискованных для того времени (но вполне безобидно выглядящих сейчас) эпизодов фильма подверглись цензурным сокращениям, фильм вышел в прокат во вполне внятном варианте и пользовался впечатляющим успехом у зрителей — благодаря не только теме, но и блистательной игре исполнителя ролей Джекила и Хайда Фредрика Марча (который получил за работу в этом фильме «Оскар»), а также безупречным по технике исполнения специальным приёмам, которые позволили снять перевоплощение джентльмена-Джекила в неандертальца-Хайда без применения монтажной склейки и многократной экспозиции.
Бесспорной вершиной коммерческой кинофантастики той эпохи стал «Кинг-Конг» (King Kong, 1933) — фильм, соединивший традицию историй о фантастических путешествиях с традицией фильмов о чудовищах. Сюжет был во многом подсказан фильмом «Затерянный мир», в финале которого профессор Челленджер привозит в Лондон огромного диплодока. Мастер по спецэффектам Уиллис О’Брайен, работавший над «оживлением» динозавров в этом «Затерянном мире», провёл огромную подготовительную работу для начала съёмок масштабного фильма «Сотворение», который так и не был запущен в производство, однако его наработки привлекли внимание Мериана Купера и Эрнеста Шодсака, которые решили использовать их в новом приключенческом фильме. Итогом их совместной работы стала грандиозная картина о гигантской горилле, которую с затерянного острова, населённого динозаврами, привозят в Нью-Йорк. При бесспорной легковесности сюжета, построенного на основе архетипа «красавицы и чудовища», фильм получился и во многом новаторским: например, в нём впервые был использован специальный музыкальный саундтрек, придававший дополнительную эмоциональную окраску экранным событиям, и впервые в полнометражном фильме налажено «взаимодействие» в одном кадре анимационных персонажей с персонажами, сыгранными актёрами. Сам же Конг, во многом сверх намерений своих создателей, стал весьма удачным символом мощи и силы дикой природы и её противостояния современной урбанистической цивилизации.
Другие фантастические фильмы, созданные в Голливуде в тот же период, заработали куда меньшую популярность, хотя некоторые из них и оставили заметный след в истории кино. Например, томительно-атмосферный «Белый зомби» Виктора Гальперина (White Zombie, 1932) считается родоначальником целого направления фильмов о живых мертвецах. Среди экранизаций следует упомянуть «Остров потерянных душ» Эрла Кентона (Island of Lost Souls, 1933), поставленный по роману Гербета Уэллса «Остров доктора Моро», и фильм Тода Браунинга «Дьявольская кукла» (The Devil-Doll, 1936) по мотивам романа Абрахама Меррита «Гори, ведьма, гори!». Кроме того, в 1930-е годы выходит целый ряд фильмов по мотивам произведений Эдгара По — «Убийство на улице Морг» (Murders in the Rue Morgue, 1932), «Чёрный кот» (The Black Cat, 1934), «Ворон» (The Raven, 1935) и другие; как правило, это были тёмные романтические драмы, сюжет которых редко уходил к явной фантастике, но которые по интонации были очень близки к фантастическим фильмам ужасов.
Среди стоящих особняком постановок того времени следует упомянуть фильм Карла Фройнда «Безумная любовь» (Mad Love, 1935), вольный ремейк немецкой немой драмы «Руки Орлака». По сравнению с первоисточником сюжет значительно обогатился — в нём появился сумасшедший гений доктор Гоголь, который не только пересадил Орлаку руки казнённого убийцы, но и тайно влюблён в жену Орлака, восковая статуя которой стоит в его личном кабинете. Мотив «двойников» усиливается тем, что в одной из сцен доктор является Орлаку под видом того самого убийцы, руки которого Орлаку достались.
Последним крупным голливудским достижением этого периода по части конструирования чудовищ стал Человек-Волк. В 1935 году студия Universal выпустила в прокат фильм Стюарта Уолкера «Лондонский оборотень» (англ. Werewolf of London) об учёном-ботанике, который был во время экспедиции на Тибет укушен странным животным и после возвращения в Лондон стал по ночам превращаться в покрытое шерстью человекообразное чудовище. Фильм не имел значительного успеха, однако через несколько лет студия решила вложиться в производство ещё одной картины на ту же тему, однако с более глубокой фольклорной проработкой. Результатом стал поставленный Джорджем Ваггнером «Человек-волк» (The Wolf Man, 1941) с участием Лона Чейни-младшего, Белы Лугоши, Клода Рэйнса и Марии Успенской. Фильм не блистал особенной глубиной, но благодаря атмосферности и выразительности был с энтузиазмом принят зрителями, которые соскучились по достойным жанровым ужастикам, и пополнил список «классических киномонстров» ещё одним персонажем. В отличие от предыдущих фильмов о чудовищах, отдельной линии продолжений «Человек-волк» не породил, однако персонаж Лона Чейни-младшего начал регулярно появляться в фильмах «трэшевой» серии, где знаменитые монстры раз за разом встречались друг с другом, чтобы подраться и заработать для студии немного денег — «Франкенштейн встречает человека-волка» (Frankenstein Meets the Wolf Man, 1943), «Дом Франкенштейна» (House of Frankenstein, 1944) и «Дом Дракулы» (House of Dracula, 1945).
В целом голливудская кинофантастика 1940-х годов редко стремилась к оригинальности и зачастую кормилась малоизобретательным калькированием прежних достижений. Фильм Хэла Роуча «Миллион лет до нашей эры» (One Million B.C., 1940) вновь вернул на экраны анимационных динозавров. Студия «Universal», эксплуатируя пакет спецэффектов, использованных в «Человеке-невидимке», выпустила сначала прямое продолжение «Возвращение человека-невидимки» (The Invisible Man Returns, 1940), затем продолжила тему детективно-фантастической комедией «Девушка-невидимка» (The Invisible Woman, 1940), а следом выпустила антифашистский шпионско-комедийный боевик «Невидимый агент» (Invisible Agent, 1942). Тема Джекила и Хайда сначала была обыграна в антураже детективного нуар-триллера «Чёрная пятница» (англ. Black Friday, 1940) с Борисом Карлоффом и Стэнли Риджесом, а затем возвращена к викторианским корням в поставленном Виктором Флемингом ремейке «Доктор Джекил и мистер Хайд» (англ. Dr. Jekyll and Mr. Hyde, 1941) со Спенсером Трейси и Ингрид Бергман в главных ролях.
Несколько иную тенденцию демонстрировал цикл психологических триллеров, поставленных для кинокомпании RKO продюсером Вэлом Льютоном, среди которых были фильмы, активно задействовавшие фантастические мотивы — «Люди-Кошки» (Cat People, 1942) и продолжение «Проклятие людей-кошек» (The Curse of the Cat People, 1944), «Я гуляла с зомби» (I Walked with a Zombie, 1943), «Остров мёртвых» (Isle of the Dead, 1945). Несмотря на малобюджетность и чисто коммерческое позиционирование, эти фильмы были заметно менее поверхностными и затрагивали достаточно серьёзные темы человеческой психологии. Поставленный Жаком Турнье триллер «Люди-Кошки» в основу сюжета положил вполне бытовой любовный треугольник, однако мистический мотив позволил ему с большой выразительностью показать страсти, бушующие в сердце брошенной и мстящей женщины. Турнье ввёл в кинематографию несколько примечательных приёмов, которые с тех пор часто использовались в кинотриллерах — например, о присутствии пантеры-оборотня героиня и зритель узнают только по звуку и движению теней, а сам зверь в кадре так и не появляется до самого финала.
Логическим завершением этого периода развития голливудской кинофантастики стала пародийная комедия «Эббот и Костелло встречают Франкенштейна» (Abbott and Costello Meet Frankenstein, 1948), в которой безжалостно высмеивались навязшие в зубах штампы и образы фильмов ужасов.
Среди важных американских фильмов этого периода, которые тяготеют к «мейнстриму», но используют фантастические элементы, следует упомянуть «Последний горизонт» Фрэнка Капры (Lost Horizon, 1937) — историю о том, как британский самолёт совершает вынужденную посадку в горах Тибета и пассажиры оказываются в мифической Шамбале — Шангри-Ла, где все болезни излечимы и люди живут почти вечно. Но современному человеку суждено разрываться между желанием жить в раю и желанием вернуться на грешную землю.

## Сериальная НФ
Во второй половине 1930-х годов в США появился ряд фантастических сериалов (как правило, экранизаций популярных серий газетных комиксов), ориентированных на подростковую аудиторию. Для этих фильмов характерны отсутствие какой бы то ни было художественной глубины и достоверности, это были достаточно примитивные и чисто коммерческие постановки. Обычно серии демонстрировались в кинотеатре перед показом основного фильма. Съёмки таких сериалов проводились обычно с максимальной экономией — на декорациях, оставшихся от съёмок других фильмов, и с использованием подручного реквизита. Тем не менее, эти фильмы пользовались значительным успехом и, в сочетании с распространением комиксов и появлением чисто подростковых журналов фантастики, сыграли заметную роль в формировании специфической аудитории жанра.
Одним из наиболее характерных примеров такого кино стал сериал «Флэш Гордон» (Flash Gordon, 1936), выпущенный на экран в виде 13 эпизодов продолжительностью по 20 минут (из этих эпизодов был также смонтирован полнометражный фильм). В дальнейшем в этом же цикле были выпущены ещё два сериала — «Путешествие Флэша Гордона на Марс» (Flash Gordon’s Trip to Mars, 1938, 15 эпизодов) и «Флэш Гордон покоряет Вселенную» (Flash Gordon Conquers the Universe, 1940, 12 эпизодов). Исполнитель заглавной роли Бастер Краббе сыграл также титульную роль в аналогичном по решению сериале «Бак Роджерс» (Buck Rogers, 1939, 12 эпизодов).

## Европейская кинофантастика
В Европе развитие фантастического кино в 1930-1940-е годы шло совершенно иными путями. Здесь не было такой выраженной централизации кинопроизводства, как в США, а особенности национальных кинематографий придавали фильмам своеобразие и свежесть, которых так часто не хватало голливудской продукции. Испытывая постоянное давление со стороны американских конкурентов, европейские кинорежиссёры и продюсеры часто делали акцент именно на своеобразии своих фильмов — и именно на этом выигрывали.
Французский киноавангард, продолжавший развивать сюрреалистическое и поэтическое кино, подарил зрителям дебютный фильм Жана Кокто «Кровь поэта» (Le sang d’un poète, 1930), в котором падение фабричной трубы вызывает у наблюдающего за катастрофой Поэта цепочку фантастических видений, обыгрывающих темы смерти, власти человека над реальностью и его зависимости от случая и чужого умысла. Впоследствии (через много лет) Кокто вернулся к теме уже на новом уровне, продолжив тему классическими фильмами «Орфей» (Orphée, 1950) и «Завещание Орфея» (Le testament d’Orphée, ou ne me demandez pas pourquoi!, 1960). Ему же принадлежит честь постановки в 1946 году знаменитой киносказки «Красавица и чудовище» (La Belle et la bête).
В сюрреалистическом ключе снят и немецкий фильм Карла Теодора Дрейера «Вампир: Сон Алана Грея» (Vampyr — Der Traum des Allan Grey, 1932), поставленный по мотивам произведений Шеридана Ле Фану. Герой его попадает в странный замок, где наблюдает череду загадочных сцен, которые выводят его за пределы обыденности. Попытка вмешаться в события приводит к тому, что он умирает, но продолжает видеть всё происходящее даже после того, как его положили в гроб — хрестоматийными стали кадры, снятые «из глаз» покойника сквозь окошко в крышке гроба.
В Германии фантастическое кино продолжало существовать в двух основных ипостасях — как политическая метафора, которую пришедшие в 1933 году к власти нацисты быстро свели к нулю, и как техническая фантазия. К первой категории можно отнести фильм Фрица Ланга «Завещание доктора Мабузе» (Das Testament des Dr. Mabuse, 1933), в котором находящийся в коме суперзлодей продолжает, тем не менее, плести сложнейшие интриги. Этому фильму так и не удалось выйти в немецкий прокат и вскоре Лангу пришлось эмигрировать в США.
К технической фантастике можно отнести фильм «F.P.1 не отвечает» (F.P.1 antwortet nicht, 1932) по роману Курта Сьодмака о создании в Атлантике огромной плавучей платформы для самолётов, где межконтинентальные рейсы могли бы делать промежуточную посадку для дозаправки. Фильм был рассчитан на широкий мировой прокат и снимался совместно студиями UFA и Gaumont сразу в трёх версиях — немецкой, французской и английской, причём у каждой был свой актёрский состав. Режиссёром всех трёх версий был Карл Хартл.
Другой аналогичный проект того периода — фильм Курта Бернхардта «Туннель» (Der Tunnel, 1933) по мотивам романа Бернхарда Келлермана о прокладке туннеля из Европы в Америку под Атлантическим океаном. Этот фильм снимался в немецкой и французской версиях, однако в 1935 году в Великобритании по горячим следам вышел его ремейк в постановке Мориса Элви — «Трансатлантический туннель» (Transatlantic Tunnel).
Значительным событием мировой кинофантастики стал британский философско-футуристический фильм «Облик грядущего» (H.G.Wells' Things to Come, 1936), поставленный Уильямом Кэмероном Мензисом по сценарию Герберта Уэллса. Это была первая попытка серьёзного осмысления возможного ближайшего и отдалённого будущего Европы, предпринятая кинематографом. В фильме была предсказана грандиозная мировая война, которая начинается в 1940 году, тянется несколько десятилетий и практически уничтожает цивилизацию, отбрасывая её к варварству. Сохранить (и даже преумножить) современные знания удаётся только технократической организации «Крылья над миром», которая в районе Персидского залива строит мощную авиационную группу и с её помощью устанавливает контроль над разорённой планетой. К 2036 году цивилизация совершает могучий рывок и приобретает черты футуристической утопии.
Технической вершиной британской кинофантастики стал цветной фильм «Багдадский вор» (The Thief of Bagdad, 1940), поставленный по мотивам арабских сказок под руководством продюсера Александра Корда целой группой режиссёров (в работе над ним участвовали один за другим Людвиг Бергер, Майкл Пауэлл, Тим Уэлан, а также не указанные в титрах Золтан Корда и Уильям Кэмерон Мензис). Фильм получил три премии «Оскар» (в том числе за лучшие спецэффекты) и до сих пор считается одной из лучших кинофэнтези с восточными мотивами.

## Советская кинофантастика
В условиях СССР сложилось своеобразное отношение к фантастике в целом. С одной стороны, значительная часть советского «классового» искусства была почти неприкрытой фантастикой, так как по вполне внятно сформулированной идеологической установке оно описывало жизнь не такой, какая она есть, а такой, какой она должна быть, и киноискусства это касалось в первую очередь. Более отвлечённая фантастика при этом воспринималась обычно как попытка увести читателя или зрителя от «насущных проблем социалистического строительства» и категорически не приветствовалась. Поэтому советская кинофантастика 1930-1940-х годов развивалась, за единичными исключениями, в направлении детской киносказки («Доктор Айболит», «По щучьему веленью» и другие), взрослой военно-пропагандистской НФ («Родина зовёт», «Глубокий рейд») и экранизаций избранных произведений зарубежной классики («Гибель сенсации», «Таинственный остров»).
Однако именно упомянутые единичные исключения как раз и стали высшими достижениями советской кинофантастики.
Детский фильм Александра Птушко «Новый Гулливер» (1935) стал во многих отношениях чрезвычайно удачным экспериментом, что сделало его этапным произведением мирового кинематографа. Пионер Петя засыпает, читая книгу Джонатана Свифта о путешествиях Гулливера, и ему снится, что он сам стал Гулливером в стране лилипутов. Сатирические мотивы фильма направлены, по логике времени, против буржуазного окружения СССР. Главным достижением создателей фильма стало небывалое по масштабам использование объёмной анимации в сочетании с сыгранным «вживую» Гулливером — вся страна лилипутов была решена в технике кукольного мультфильма (всего было задействовано около полутора тысяч кукол), причём для основных персонажей были созданы десятки вариантов голов с разными выражениями лица. Эта техника была проще «пластичной куклы» Старевича и оказалась довольно живучей — с использованием тех же приёмов снимался, например, классический анимационный мюзикл «Кошмар перед Рождеством» (1993).

«Космический рейс» (1936)

Фильм Василия Журавлёва «Космический рейс» (1936) оказался единственным за весь этот период примером советской кинофантастики более-менее «дальнего» прицела — в частности, единственным фильмом на космическую тему (что, собственно, и делает его по-настоящему уникальным достижением отечественной кинематографии 1930-х годов). Группа советских учёных отправляется на Луну на космическом корабле, построенном благодаря выдающемуся героизму советских же конструкторов. Старт, полёт, посадка на Луну и другие обстоятельства полёта составляют суть фильма (если не принимать во внимание гламурный соцреализм в изображении недалёкого будущего). Несмотря на поверхностность, фильм замечательно достоверен технически (в соответствии с тогдашними научными представлениями) — во многом благодаря тому, что его создателей консультировал Циолковский.
Представляется существенным, что опробованное «Космическим рейсом» утопическое направление в кинофантастике не получило поддержки «сверху» и за следующие два с лишним десятилетия ничего похожего в СССР больше на экраны не выходило.